# Tomasz Polak

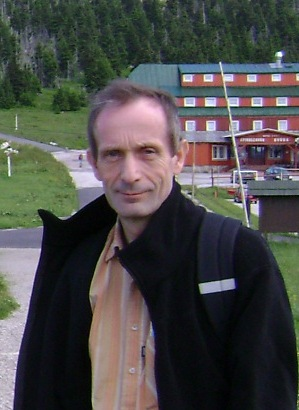
Tomasz Polak 2007

Tomasz Polak, bis 30. April 2008 Tomasz Węcławski (* 20. November 1952 in Posen) ist ein polnischer Theologe, mit Gebieten der dogmatischen Theologie und der Fundamentaltheologie beschäftigt, ordentlicher Professor an der Adam-Mickiewicz-Universität Posen, ehemaliger katholischer Presbyter, Mitbegründer der Werkstatt für Grenzfragen an der gleichen Universität.

## Leben
Tomasz Węcławski wurde am 24. Mai 1979 zum katholischen Priester geweiht. Seit 1983 war er an der Posener Universität als Lehrbeauftragter für Fundamentaltheologie an der Päpstlichen Theologischen Fakultät der Posener Universität tätig.
Von 1996 bis 1998 war er Dekan der Päpstlichen Theologischen Fakultät, von 1998 bis 2002 Dekan und Begründer der Theologischen Fakultät an der Adam-Mickiewicz-Universität Posen, von 1997 bis 2004 Mitglied des 6. Quinquennium der Internationalen Theologenkommission in Rom. Am 4. November 1999 wurde er zum Professor der theologischen Wissenschaften ernannt. Von 2003 bis 2006 war er Mitglied des Komitees für Theologische Wissenschaften der Polnischen Akademie der Wissenschaften und des Präsidiums der Guardini-Stiftung in Berlin. 2004 wurde er mit dem Goldenen Verdienstkreuz der Republik Polen ausgezeichnet.
Tomasz Węcławski übersetzte u. a. das Evangelium nach Markus.
Seine Konflikte mit den polnischen Bischöfen begannen 2002, als er kompromisslos den Posener Erzbischof Juliusz Paetz wegen der sexuellen Übergriffe auf Kleriker kritisierte.
Am 9. März 2007 hat Tomasz Węcławski eine Erklärung über Abschluss seiner Tätigkeit als Priester veröffentlicht.
Am 21. Dezember 2007 ist er mittels Apostasie aus der katholischen Kirche ausgetreten.
Am 30. April 2008 hat er Frau Polak standesamtlich geheiratet und den Namen seiner Ehefrau angenommen. Seitdem tritt er öffentlich als Tomasz Polak auf.
Er ist weiterhin als ordentlicher Professor an der Adam-Mickiewicz-Universität Posen tätig.

## Werke (Auswahl)
- Obecność i spotkanie (Anwesenheit und Treffen), Księgarnia św. Wojciecha, Poznań 1981.
- Zwischen Sprache und Schweigen. Eine Erörterung der theologischen Apophase im Gespräch mit Vladimir N. Lossky und Martin Heidegger, Pontificia Università Gregoriana, Roma 1983 (Doktorarbeit; 2. Aufl., Minerva-Fachserie Theologie, Minerva Publikation, München 1985).
- Elementy chrystologii, (Elemente der Christologie) PWT Poznań, 1988.
- Gdzie jest Bóg? Małe wprowadzenie do teologii dla tych, którzy nie boją się myśleć, (Wo ist der Gott? Kleine Einführung in die Theologie für Leute, die nicht denken fürchten) Znak, Kraków 1992 (wyd. 2 Poznań 2002).
- Jezus. Bóg, któremu wierzymy (Jesus. Der Gott, dem wir vertrauen), Księgarnia św. Wojciecha, Poznań 1993 (wyd. 2 Poznań 1996).
- Wspólny świat religii (Gemeinsame Welt der Religion), „Biblioteka Filozofii Religii“, Znak, Kraków 1995.
- Rekolekcje z Karlem Čapkiem, (Andachtsübungen mit Karel Čapek), W drodze, Poznań 1995
- Chrystus naszej wiary, „Biblioteka Pomocy Naukowych“, PWT Poznań, 1995.
- Ewangelia dla dzieci (wybór i tłumaczenie), Kraków 1997 (wyd. 2 poprawione Kraków 2006).
- Abba. Wobec Boga Ojca (Abba. Angesichts des Gottvaters), Kraków 1999.
- Wielkie kryzysy tradycji chrześcijańskiej (Große Krisen ter christlichen Tradition), Poznań 1999.
- Tryptyk o pontyfikacie Jana Pawła II (Triptychon über das Pontifikat Johannes Paul II>), Poznań 1999, mit Jan Góra und Paweł Mielcarek
- Dobra nowina według św. Marka, (Gute Botschaft nach Sankt Markus) – übersetzt von Tomasz Węcławski, Poznań 1999
- Pytanie o ducha XXI stulecia (Frage über den Geist des 21, Jahrhunderts), Wydaw. Nauk. UAM, Poznań 2002.
- Królowanie Boga. Dwa objaśnienia wyznania wiary Kościoła (Das Königreich Gottes. Zwei Erklärungen des Glaubens der Kirche), Poznań 2003 (wyd. 2 Poznań 2004).
- Powiedzcie prawdę (Sagt die Wahrheit), Kraków 2003.
- Pokochać własne życie, (Das eigene Leben liebgewinnen), W drodze, Poznań 2004.